# Sola fide
Sola fide (do Latim: por fé somente), também conhecida, historicamente, como doutrina da justificação pela Fé, é a doutrina que distingue denominações protestantes da Igreja Católica Romana, Igreja Ortodoxa e outras.

## Definição
A doutrina da sola fide ou "fé somente" afirma que é exclusivamente baseado na Graça de Deus, através somente da fé daquele que crê, por causa da obra redentora do Senhor Jesus Cristo, que são perdoadas as transgressões da Lei de Deus. Ou seja, afirma que aquele que crê que Jesus é o Cristo, creu porque Deus lhe deu essa graça, e por essa graça, através dessa crença (no qual não provém do livre arbítrio mas de Deus), esse que recebeu a fé, e teve sua vida transformada, ainda que cometa pecados, e de certo cometerá, não pode decair da graça definitivamente, pois sua  salvação depende daquele que o chamou, e  não de si mesmo. Pela fé, aquele que crê compreende o sacrifício do Filho de Deus e os méritos, a retidão de Jesus Cristo é aplicada a esse pecador que crê.
A posição oposta, afirma que aqueles que creem recebem perdão baseado apenas nas obras da Lei, tal posição é chamada Legalismo.

## História
Historicamente, o conceito de sola fide foi a base para Martinho Lutero desafiar a cobrança de indulgências pela Igreja Católica Romana e, por essa razão, é chamada de Princípio Material da Reforma Protestante, enquanto a Doutrina sola scriptura é considerada Princípio Formal. É um dos cinco solas da Reforma Protestante.
A Reforma Protestante, ainda que afirme que a obediência às Leis de Deus jamais será necessária para ser perdoado por Deus, considera relativamente as boas obras. Essa obediência é entendida como consequência e não causa de Deus ter outorgado a sua graça.
Usualmente, o texto inicial no qual se baseia essa doutrina é "Concluímos, pois, que o homem é justificado pela fé, sem as obras da lei" (Romanos 3:28), contudo também é comum citar Salmos 84:12, Isaías 64:6, II Crônicas 20:20, Mateus 7:22-23, Lucas 5:20, Lucas 18:10-14, Lucas 23:40-43, João 3:16, João 3:18, João 6:28-29, João 5:24, João 6:40, João 6:47, Atos 10:43, Atos 16:31, Apocalipse 14:12-13, Efésios 2:8-9, Hebreus 11:6, Romanos 1:17, Habacuque 2:4, dentre muitos outros.
A teologia protestante e católica chegou a um consenso 1999 sobre o assunto na Declaração Conjunta sobre a Doutrina da Justificação. Segundo essa declaração, católicos, luteranos, metodistas, reformados e anglicanos consideram que:
| “ | Confessamos juntos: somente por graça, na fé na obra salvífica de Cristo, e não por causa de nosso mérito, somos aceitos por Deus e recebemos o Espírito Santo, que nos renova os corações e nos capacita e chama para as boas obras | ” |